# Ádám Tamás (költő)
Ádám Tamás (Balassagyarmat, 1954. szeptember 3. –) magyar újságíró, költő, szerkesztő.

## Életpályája
Szülei Ádám József és Kuris Gizella. Gyermekkorát Ludányhalásziban töltötte. Szegeden érettségizett, majd Budapesten szerzett felsőfokú képesítést. 1978-tól 10 évig szülővárosában, Balassagyarmaton vasúti oktatótiszt. 1988-1990 között a Nógrád című napilap munkatársa. 1990-től egy esztendőn át a Polgár főszerkesztője. 1991-1994 között az Ipoly című hetilap főszerkesztője. 1994-1996 között a Nógrád Megyei Hírlap munkatársa. 1997-től a Gyarmati Újság főszerkesztője. 1998-ban a Heti Nógrádnál főszerkesztő. 1999-től 2004-ig az Ipoly-Hírnök főszerkesztője. 2007-től a Budapesti Hét Nap szerkesztője. 2009-ben a Helyi Téma szerkesztője. 2010–2012 között az Újpesti Napló szerkesztője. Jelenleg szabadúszó. 
A Komjáthy Jenő Irodalmi és Művészeti társaság vezetője volt harminc éven át, tagja a Nagy Lajos Irodalmi Társaságnak és a Magyar Írószövetségnek. Első versei a Palócföldben jelentek meg 1982-ben. Irodalmi publikációk: Élet és Irodalom, Mozgó Világ, Napjaink, Kortárs, Tekintet, Jászkunság, Kapu, Polisz, Spanyolnátha, Szivárvány, Magyar Napló, Ezredvég, Palócföld, Agria, Napút, Nagyítás, Vár, Folyó Kortárs Művészeti Magazin, Irodalmi Jelen, Vörös Postakocsi, Dunatükör, Tiszatáj, Műhely, Búvópatak, Műút, Litera-Túra, Tempevölgy, Magyar Múzsa, Új Írás, Lyukasóra, Irodalmi Élet, Dunapart Magazin, Szövetirodalom, Vár Ucca Műhely, hetilapok, napilapok. Több mint ötven antológiában jelentek meg versei, közel félszáz kötetet szerkesztett.

## Művei
- Gyökerek lélegzése (versek, 1988)
- Csókok a seben (versek, 1992)
- Megmászom az éj falát (versek, 1996)
- Balhé van, babám (riportok, 1998)
- Újságperirat (publicisztikák, 2000)
- Rendezünk majd vérbő partikat (versek, 2004)
- Máglyák ideje (interjúk, 2007)
- Vidám színpadi gengszterváltás (riport, 2009)
- Apám pornója (versek, 2010); Napkút, Budapest
- Tetovált csuhébabák (összegyűjtött versek, 2011); Hungarovox, Bp.
- Macskaszerdák (versek, 2014); Nagy Lajos Kiadó, Bp.
- Így mélyül. Anyám könyve (versek, 2018); Balassi Bálint Megyei Könyvtár, Salgótarján, Palócföld könyvek
- Szomjas víztorony (versek, 2019; Hungarovox, Bp.
- Hegyi beszéd (versek, 2022); Hungarovox, Bp.
- Satuprés (regény, 2023); Hungarovox, Bp.